# Medicamente antiobezitate

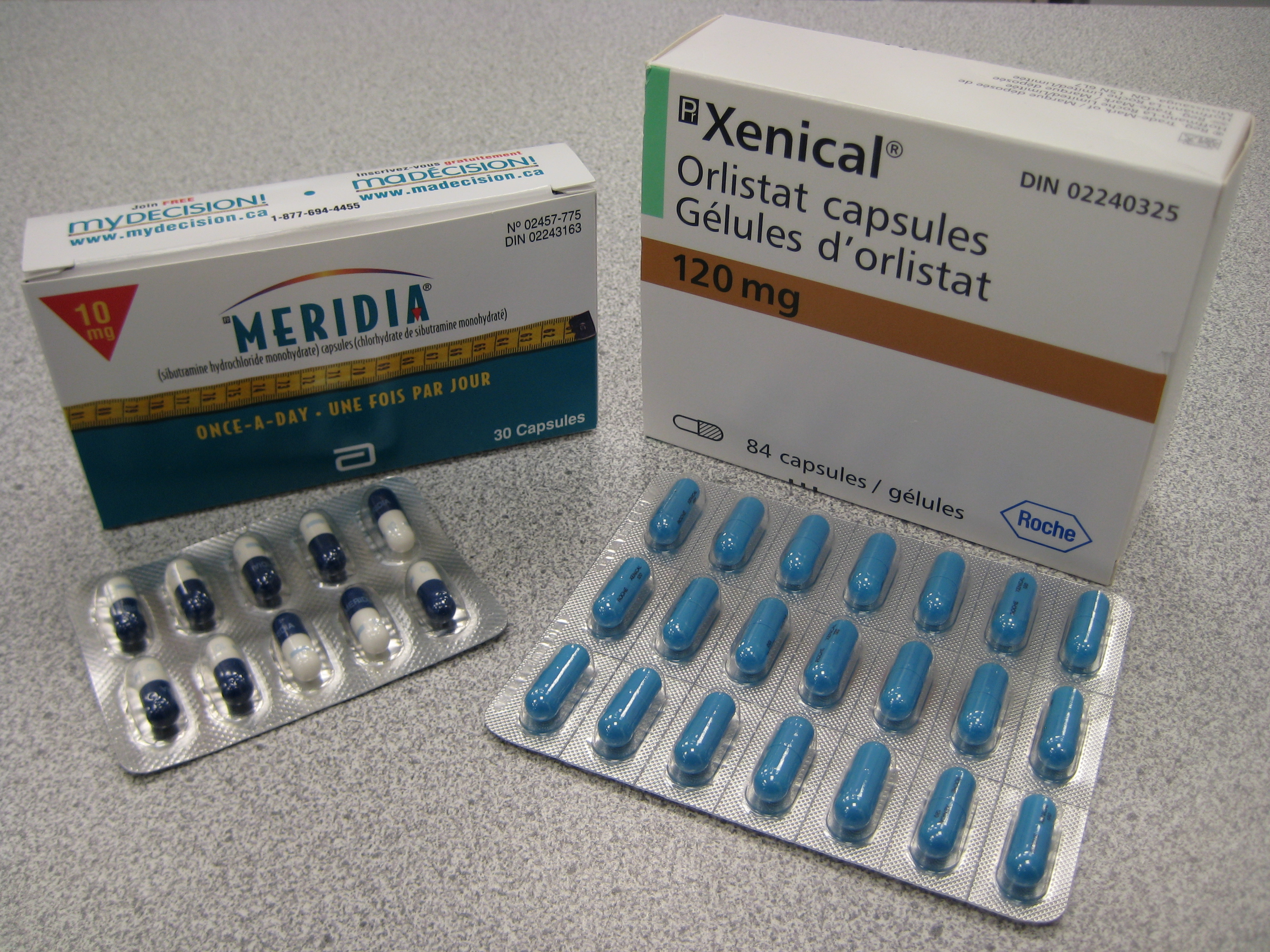
Orlistat (Xenical), cel mai frecvent utilizat medicament pentru tratarea obezității și sibutramină (Meridia), un medicament care a fost retras din cauza efectelor nedorite cardiovasculare

Medicamentele împotriva obezității sau medicamentele pentru slăbire sunt agenți farmacologici care reduc sau ajută la controlul greutății. Aceste medicamente modifică unul dintre procesele fundamentale ale corpului uman, reglarea greutății, modificând fie apetitul, fie absorbția caloriilor.  Principalele modalități de tratament pentru persoanele supraponderale și persoanele cu obezitate rămân dieta ( dietă sănătoasă și restricție calorică ) și exercițiile fizice.
În Statele Unite, orlistatul (Xenical) și semaglutida (Wegovy) au fost aprobate de FDA pentru utilizarea pe termen lung.   
Din cauza posibilelor efecte secundare și a dovezilor limitate cu privire la beneficiile reduse în reducerea greutății pentru copiii și adolescenții cu obezitate , se recomandă ca medicamentele anti-obezitate să fie prescrise numai pentru obezitate atunci când se speră că beneficiile tratamentului depășesc riscurile.   [necesită actualizare ] În Statele Unite, Food and Drug Administration recomandă ca persoanele care au fie un indice de masă corporală de cel puțin 30, fie un indice de masă corporală de cel puțin 27 și cu cel puțin o co-morbiditate legată de greutate, reprezintă o populație de pacienți cu suficiente riscuri inițiale de sănătate pentru a justifica utilizarea medicamentelor anti-obezitate. 

## Mecanisme de acțiune
Medicamentele împotriva obezității pot funcționa prin unul sau mai multe dintre următoarele mecanisme:
- Agenții de eliberare a catecolaminelor, cum ar fi amfetamina, fentermina și amfetaminele substituite înrudite (de exemplu, bupropionul ) care acționează ca supresoare a apetitului sunt principalele efecte utilizate pentru tratamentul obezității. [8] [9]
- Analogii GLP-1, cum ar fi tirzepatida, semaglutida și liraglutida, încetinesc golirea gastrică și au, de asemenea, efecte pe baze neurologice asupra apetitului. [10]

## Istoric
Primele încercări descrise de a pierde în greutate sunt cele ale lui Soranus din Efes, un medic grec, în secolul al II-lea d.Hr. El a prescris elixiruri formate din laxative și purgative, precum și căldură, masaj și exerciții fizice. Acesta a rămas principalul tratament timp de peste o mie de ani. Abia în anii 1920 și 1930 au început să apară noi tratamente. Pe baza eficacității sale pentru hipotiroidism, hormonul tiroidian a devenit un tratament popular pentru obezitate la persoanele eutiroidiene . A avut un efect modest, dar a avut ca efect secundar simptome de hipertiroidism, cum ar fi palpitații și dificultăți de adormire. 2,4-Dinitrofenolul (DNP) a fost introdus în 1933; Această substanță a funcționat prin decuplarea procesului biologic de fosforilare oxidativă din mitocondrii, determinându-le să producă căldură în loc de ATP. Cel mai semnificativ efect secundar a fost senzația de căldură, frecvent însoțită de transpirație. Supradozajul, deși rar, a dus la o creștere a temperaturii corpului și, în cele din urmă, la hipertermie fatală. Până la sfârșitul anului 1938, DNP a fost scos din uz, deoarece FDA a primit atribuții suplimentare ca să facă presiuni asupra producătorilor, și aceștia l-au retras în mod voluntar de pe piață. 
Amfetaminele (comercializate ca Benzedrine) au devenit populare pentru pierderea în greutate la sfârșitul anilor 1930. Mecanismul de acțiune al acestora este în primul rând prin suprimarea poftei de mâncare, dar au și alte efecte benefice, cum ar fi concentrarea crescută. Consumul de amfetamine a crescut în deceniile următoare, incluzând Obetrol și a culminat cu regimul cu „pilule curcubeu”.  Aceasta a fost o combinație de mai multe pastile, toate considerate a ajuta la pierderea în greutate, luate pe tot parcursul zilei. Regimurile tipice au inclus stimulente, cum ar fi amfetaminele, precum și hormoni tiroidieni, diuretice, digitalice, laxative și adesea un barbituric pentru a suprima efectele secundare ale stimulentelor.  În 1967/1968, în urma unei serie de decese atribuite pastilelor de slăbit,  Senatul american a declanșat o anchetă care a dus la implementarea treptată a unor restricții mai mari pe piață.  Deși „pilulele curcubeu” au fost interzise în SUA la sfârșitul anilor 1960, ele au reapărut în America de Sud și Europa în anii 1980.  În cele din urmă, „pilulele curcubeu” au fost reintroduse în SUA până în anii 2000 și au condus la efecte suplimentare adverse asupra sănătății.   

## Medicamente
Unii pacienți consideră că dieta și exercițiile fizice nu sunt o opțiune viabilă; pentru acești pacienți, medicamentele anti-obezitate pot fi o soluție de ultim resort. În Statele Unite, semaglutida (Wegovy) este aprobată de FDA pentru gestionarea cronică a greutății.  Unele alte medicamente de slăbit prescrise sunt stimulente; acestea sunt recomandate numai pentru utilizare pe termen scurt și, prin urmare, sunt de utilitate limitată pentru pacienții care ar avea nevoie să slăbească timp de luni sau ani. 
| Numele medicamentului                          | Denumiri comerciale                                           | Starea actuală a FDA | procentaj de greutate corporală pierdut, ajustat cu placebo (cea mai mare doză studiată) |
| ---------------------------------------------- | ------------------------------------------------------------- | --- | ---------------------------------------------------------------------------------------- |
| Semaglutidă                                    | Wegovy                                                        | Aprobat pentru controlul greutății (cronic)                                                                                   | 12%                                                                                      |
| Fentermină/Topirimat                           | Qsymia                                                        | Aprobat pentru gestionarea greutății (pe termen scurt)                                                                        | 10%                                                                                      |
| Naltrexonă/bupropionă                          | Contrave                                                      | Aprobat pentru controlul greutății (cronic)                                                                                   | 5%                                                                                       |
| Liraglutidă                                    | Saxenda                                                       | Aprobat pentru controlul greutății (cronic)                                                                                   | 7 kg (procentul de greutate corporală nu este furnizat)                                  |
| Gelesis100                                     | plenitudine                                                   | Aprobat pentru controlul greutății (cronic)                                                                                   | 2%                                                                                       |
| Orlistat                                       | Xenical                                                       | Aprobat pentru controlul greutății (cronic)                                                                                   | 3 kg; procent nefurnizat                                                                 |
| Fentermină                                     |                                                               | Aprobat pentru gestionarea greutății (pe termen scurt)                                                                        |                                                                                          |
| Exenatidă                                      | Byetta                                                        | Aprobat pentru diabetul de tip 2                                                                                              |                                                                                          |
| Cetilistat                                     |                                                               | Neaprobat | -                                                                                        |
| Lorcaserin                                     | Belviq                                                        | Retras din motive de siguranță                                                                                                | -                                                                                        |
| Sibutramină                                    | Meridian                                                      | Retras din motive de siguranță                                                                                                | -                                                                                        |
| Rimonabant                                     | Acomplia, Zimbutli                                            | Retras din motive de siguranță                                                                                                | -                                                                                        |
| Fenfluoramină                                  |                                                               | Retras din motive de siguranță                                                                                                | -                                                                                        |
| Fenfluramină/fentermină (fen-phen)             | Pondimin                                                      | Retras din motive de siguranță                                                                                                |                                                                                          |
| Dexfenfluramină                                | Redux                                                         | Retras din motive de siguranță                                                                                                |                                                                                          |
| Metformină                                     | Glucofag                                                      | Aprobat pentru diabetul de tip 2                                                                                              |                                                                                          |
| Amilină / pramlinatidă                         |                                                               | Aprobat pentru diabetul de tip 2                                                                                              |                                                                                          |
| tirzepatidă                                    | Mounjaro                                                      | Aprobat pentru diabetul de tip 2                                                                                              | 18%                                                                                      |
| Hormonii tiroidieni                            |                                                               | Aprobat pentru persoanele cu hipotiroidism, nu pentru pierderea în greutate la persoanele cu funcție tiroidiană normală       | [ 27 ]                                                                                   |
| 2,4-Dinitrofenol                               |                                                               | Niciodată aprobat, din motive de siguranță                                                                                    | [ 28 ]                                                                                   |
| Săruri de amfetamine                           | Obetrol                                                       | Aprobat 1960, retras 1973; Adderall a fost aprobat pentru ADHD și narcolepsie                                                 |                                                                                          |
| Digoxină (un extract de frunze de digitalică ) | Lanoxină                                                      | Aprobat pentru anumite indicații cardiace și întreruperea bătăilor inimii fetale; reducerea apetitului este un efect secundar | [ 29 ]                                                                                   |
| Fenilpropanolamină                             | A fost un ingredient de medicamente fără prescripție medicală | Retras în 2005 din cauza riscului de accident vascular cerebral hemoragic                                                     |                                                                                          |
| Efedra                                         | Extract de plante vândut ca supliment alimentar               | Interzis în 2004 din motive de siguranță                                                                                      |                                                                                          |

### Medicamente folosite în alte scopuri și experimental
- Metformină

La persoanele cu diabet zaharat de tip 2 și la cei care iau clozapină pentru schizofrenie, medicamentul metformin (Glucophage) poate reduce greutatea, dar la alți pacienți nu este aprobat ca medicament anti-obezitate.   Metformina limitează cantitatea de glucoză produsă de ficat și crește consumul de glucoză în mușchi. De asemenea, ajută la stimularea sensibilității organismului la insulină. 